# Acci
Аччі (дав.-гр. Ἄκκι) був стародавнім внутрішнім містом Іспанії Тарраконенсіс, на кордоні з Бетікою . За римлян і при Jus Latinum це була колонія з повною назвою Colonia Julia Gemella Accitana . Монети цієї колонії дуже багато, на них зображені обличчя Августа, Тіберія, Германіка, Друза та Калігули та прапорщики легіонів III. і VI., від яких Акчі був колонізований Юлієм Цезарем або Августом, і від якого він отримав назву Гемелла. За словами Макробія тут поклонялися Марсу з головою, оточеною сонячними променями, під ім'ям Нетос . Таку емблему можна також побачити на монетах. Місто рано стало християнським; Єпархія Акчі була заснована в 47 році нашої ери. Єпископ більше не проживає в цьому безлюдному місці, але Акчі залишається титульною кафедрою Римо-Католицької Церкви.
Місце зараз називається Guadix el Viejo або Castillo de Luchena в муніципалітеті Пуруллена, Comarca de Guadix, провінція Гранада, Андалусія, Іспанія, і знаходиться в 6 кілометрах на північний захід від сучасного міста Гуадікс . Об'єкт внесено до бази даних історичних спадків Андалузького інституту для збереження.